# Mario Merz

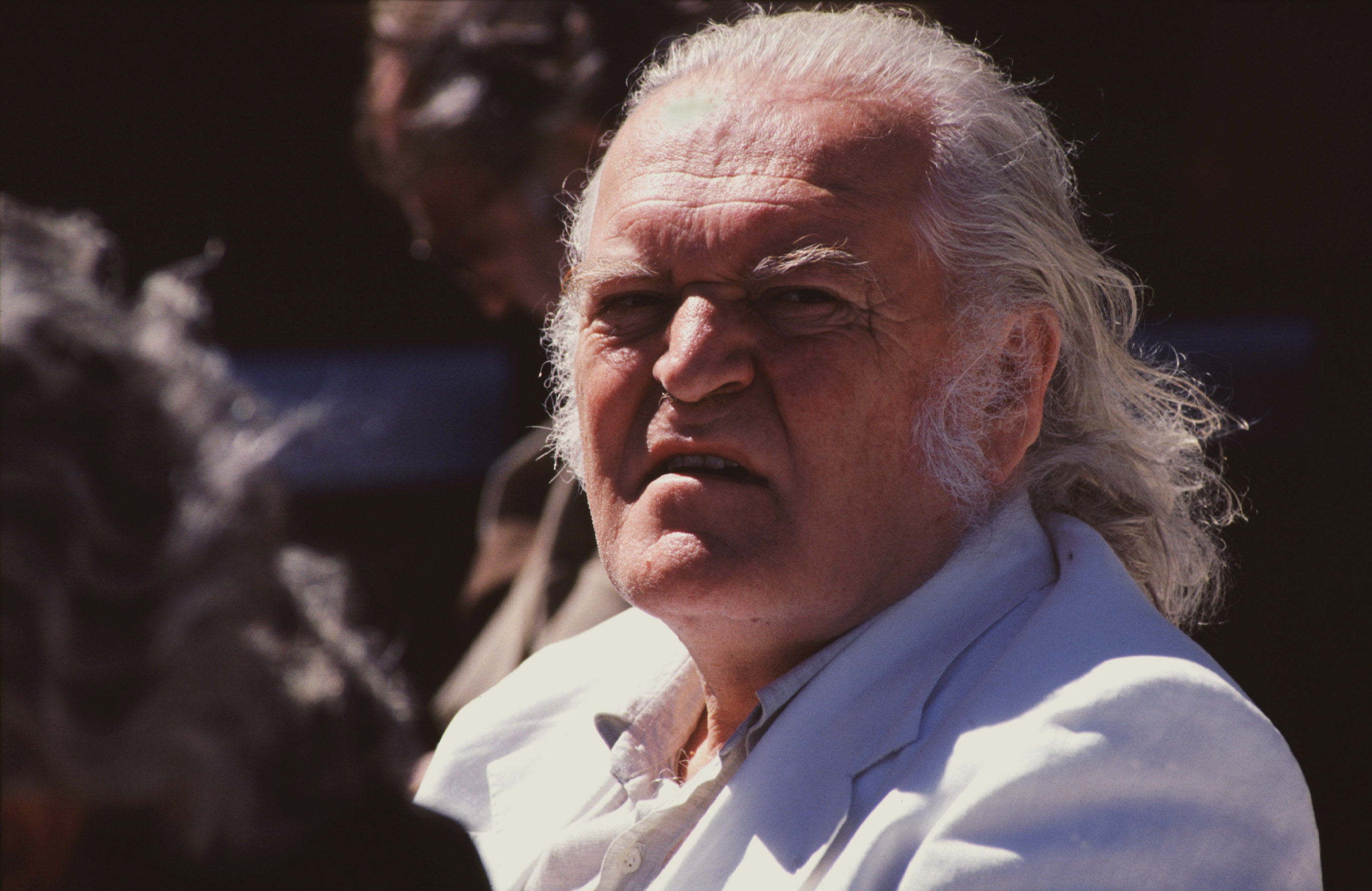
Mario Merz

Mario Merz (* 1. Januar 1925 in Mailand; † 9. November 2003 in Turin) war ein italienischer Künstler und Hauptvertreter der Arte Povera.

## Leben und Werk

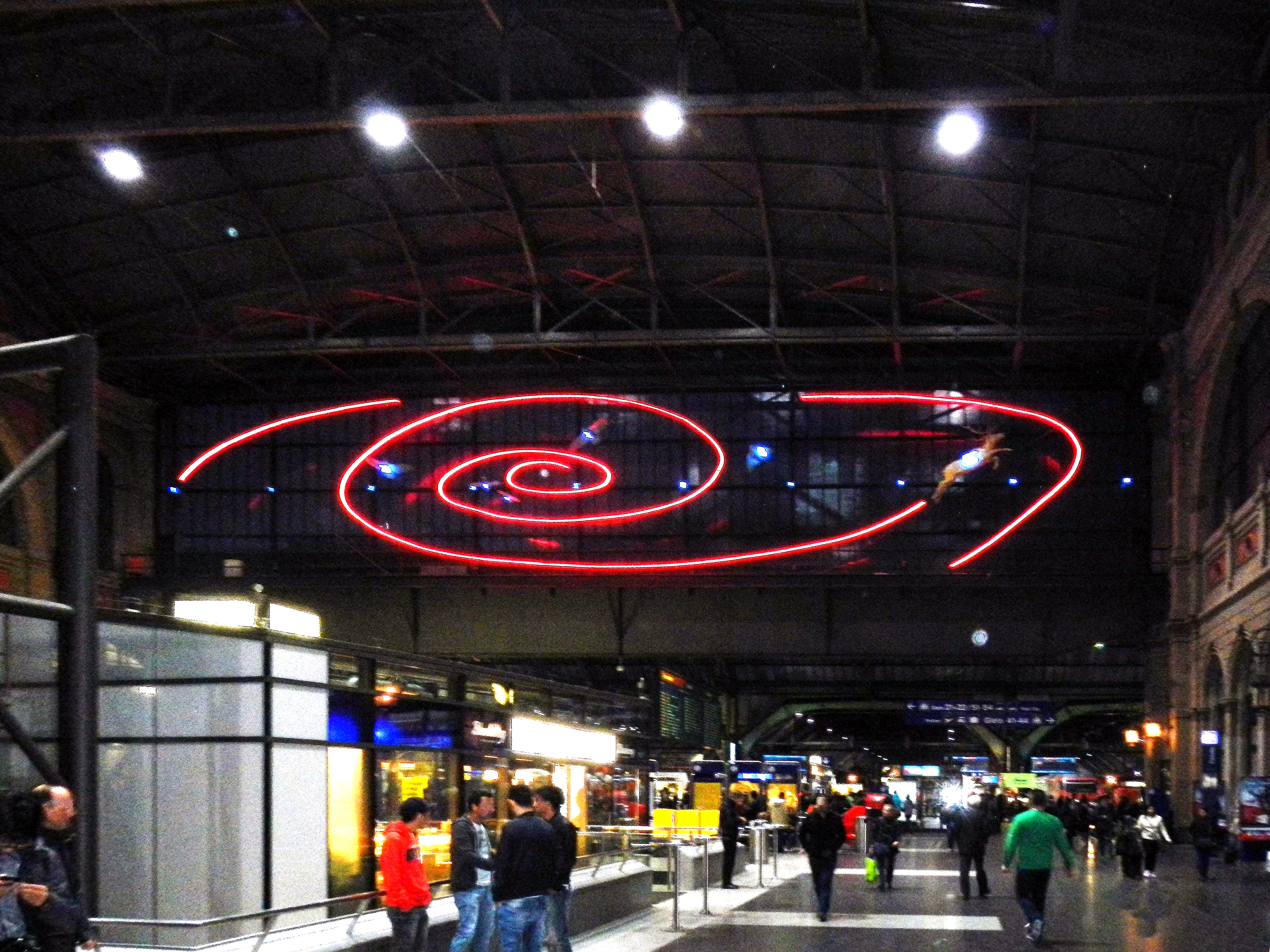
Das philosophische Ei am Zürcher Hauptbahnhof

Mario Merz wuchs in Turin auf und studierte Medizin an der Universität Turin. Während des Zweiten Weltkrieges trat er der antifaschistischen Gruppe „Giustizia e Libertà“ bei. In diesem Zusammenhang wurde er 1945 verhaftet und verbrachte kurze Zeit im Gefängnis. In dieser Zeit begann auch seine Hinwendung zur Kunst. Anfänglich malte Merz Ölbilder, ab 1960 schuf er informelle Spiralbilder. Ab 1960 wendete er sich von der informellen Kunst ab; er begann in den Dingen selbst Metaphern für den Zusammenhang Natur – Kultur zu suchen; es entstanden seine heute berühmten Lichtobjekte. In diesen Arbeiten kombinierte er Neonröhren und Neonschrift mit alltäglichen Dingen wie Flaschen und Schirmen.

### Arte Povera
1967 schloss sich Mario Merz mit den Künstlern Giovanni Anselmo, Alighiero Boetti, Luciano Fabro, Jannis Kounellis, Giulio Paolini, Giuseppe Penone, Michelangelo Pistoletto und Gilberto Zorio zu einer losen Gruppe zusammen. Germano Celant (* 1940), Kunstkritiker und Kurator, prägte für die Gruppe den Begriff Arte Povera. Merz ist ein Hauptvertreter der Arte Povera. Ab 1968 entstanden erste – für seine Arbeit typische – Iglus aus verschiedensten Materialien wie Glas, Weiden usw. Der Iglu ist für Merz eine Metapher für die ideale organische Form des Ursprünglichen.
Ab 1977 entstand gestische, farbig intensive Malerei mit Einbindung von Gegenständen und den Fibonacci-Zahlen (Fibonacci-Folge). Eines dieser Werke 1992, Das philosophische Ei genannt, befindet sich über der Halle des Zürcher Hauptbahnhofes.
Mario Merz war als Künstler Autodidakt, er verstarb 2003 in Turin, wo er auch das gesamte Leben lang gearbeitet hatte. Mario Merz war mit der italienischen Künstlerin Marisa Merz (1926–2019) verheiratet.

### Bildergalerie Fibonacci Zahlen

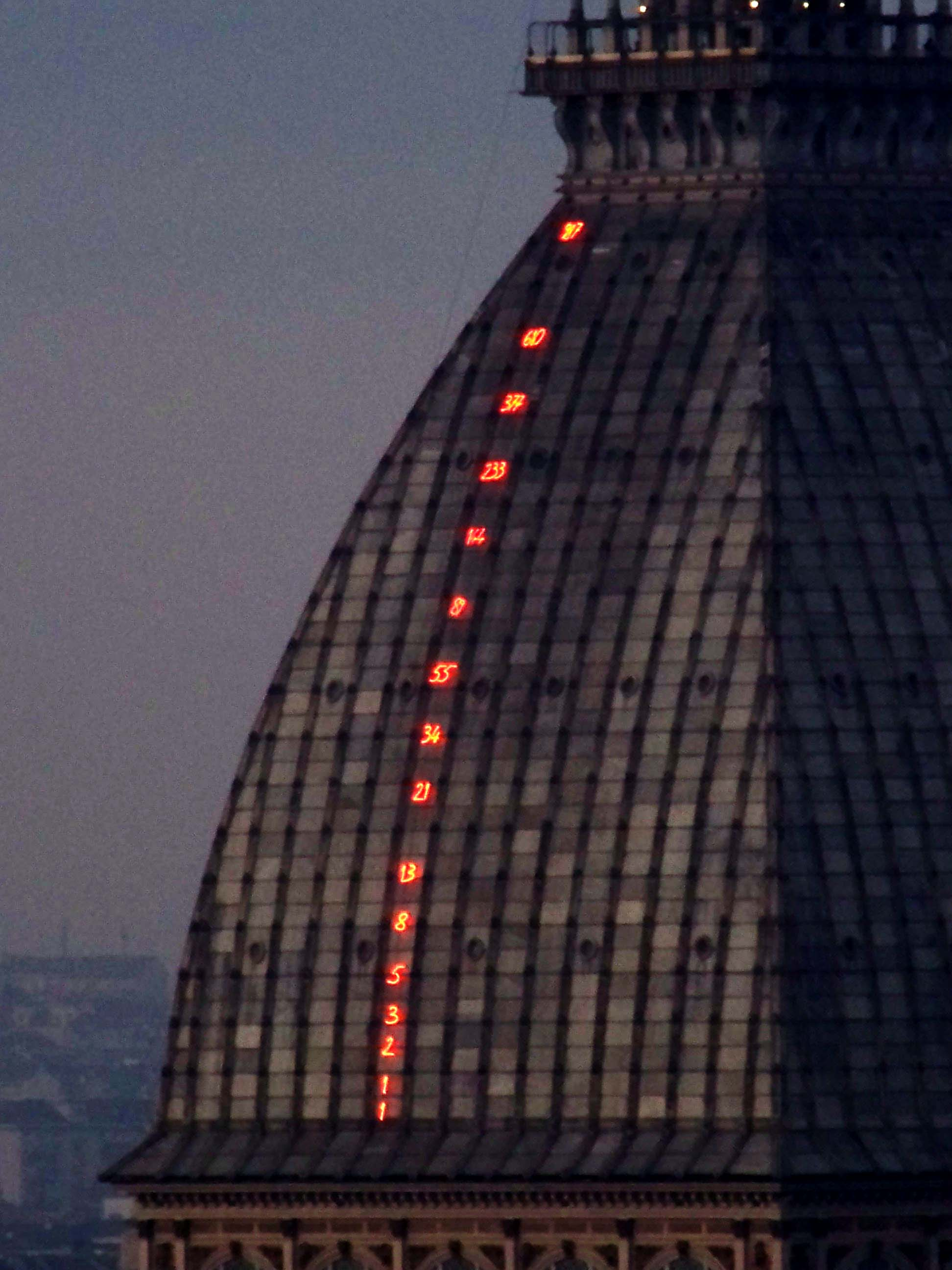
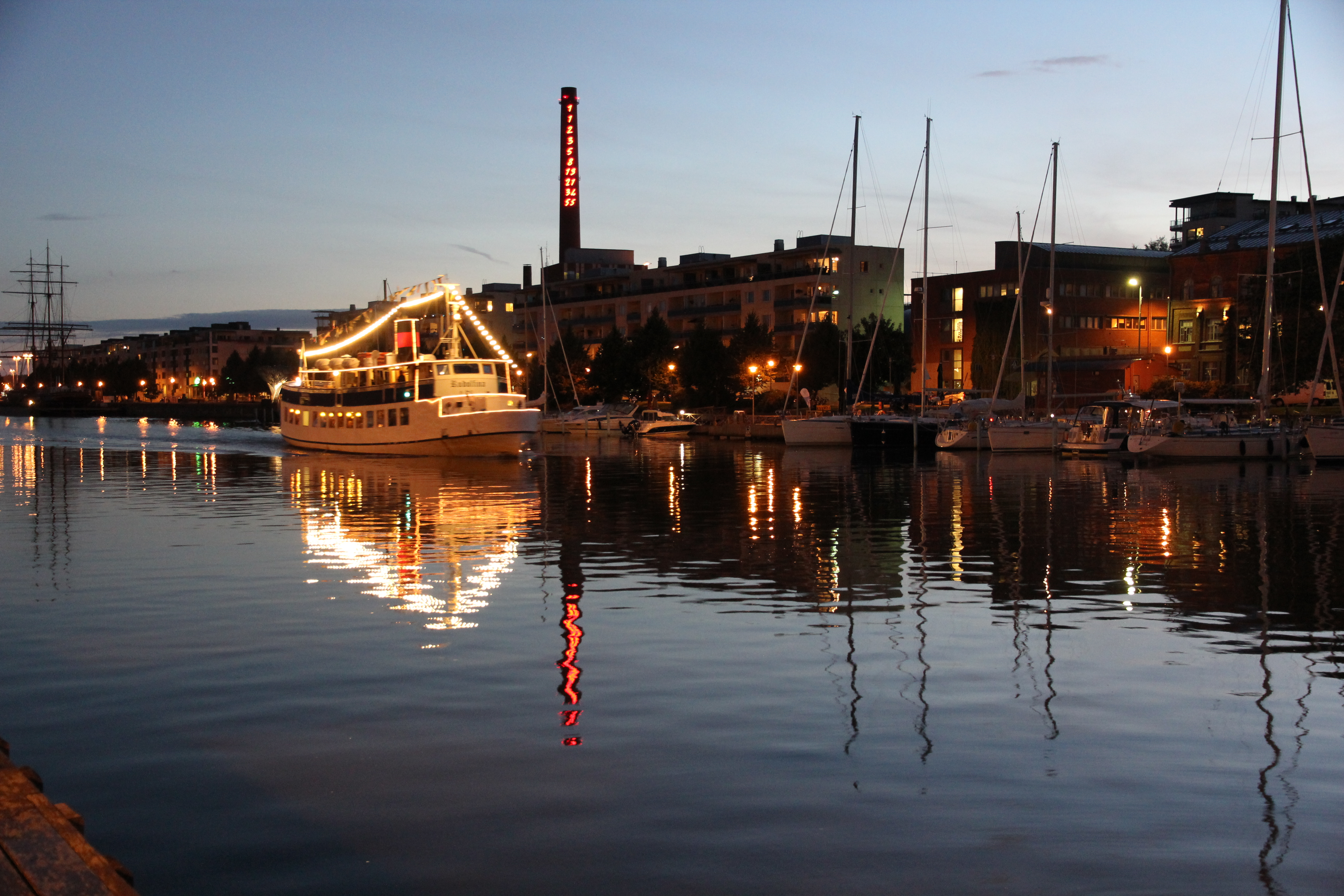
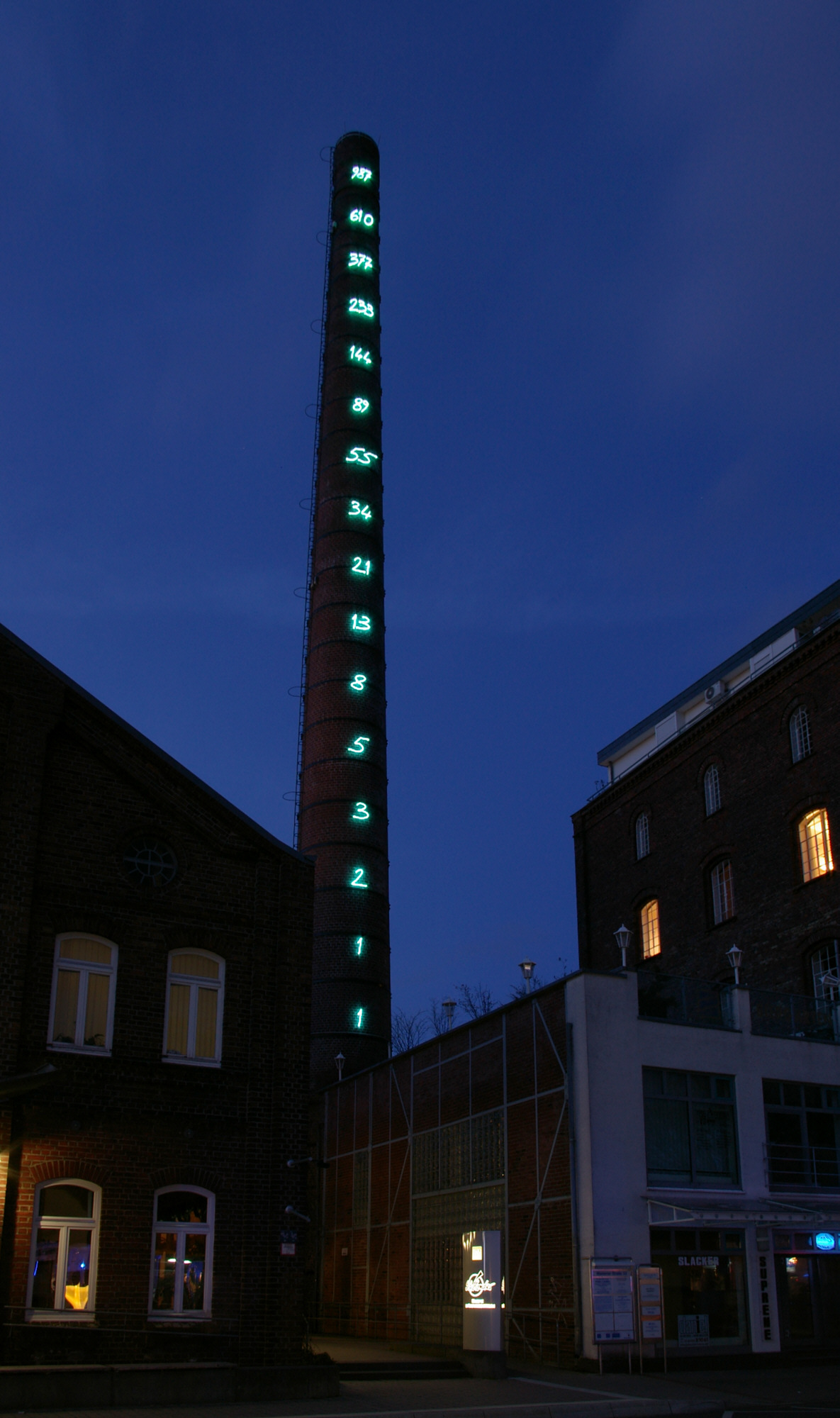

## Auszeichnungen
- 2003: Praemium Imperiale für Skulptur
- 1989: Der Kaiserring – Kunstpreis der Stadt Goslar
- 1983: Oskar Kokoschka Preis
- 1981: Arnold-Bode-Preis der documenta – Stadt Kassel

## Ausstellungen (Auswahl)
- 2019: Entrare nell opera, Prozesse und Aktionen in der Arte Povera; Kunstmuseum Liechtenstein, Vaduz
- 2016: Skulpturenhalle der Thomas Schütte Stiftung, Neuss
- 1997: Biennale di Venezia, Venedig
- 1992: Documenta 9, Kassel
- 1989: Retrospektive Solomon R. Guggenheim Museum, New York
- 1982: Documenta 7, Kassel
- 1977: Documenta 6, Kassel
- 1972: Documenta 5, Kassel in der Abteilung Individuelle Mythologien: Prozesse
- 1970: Tokyo Biennale
- 1954: „Galleria La Bussola“, Turin (erste Einzelausstellung)

## Öffentliche Sammlungen

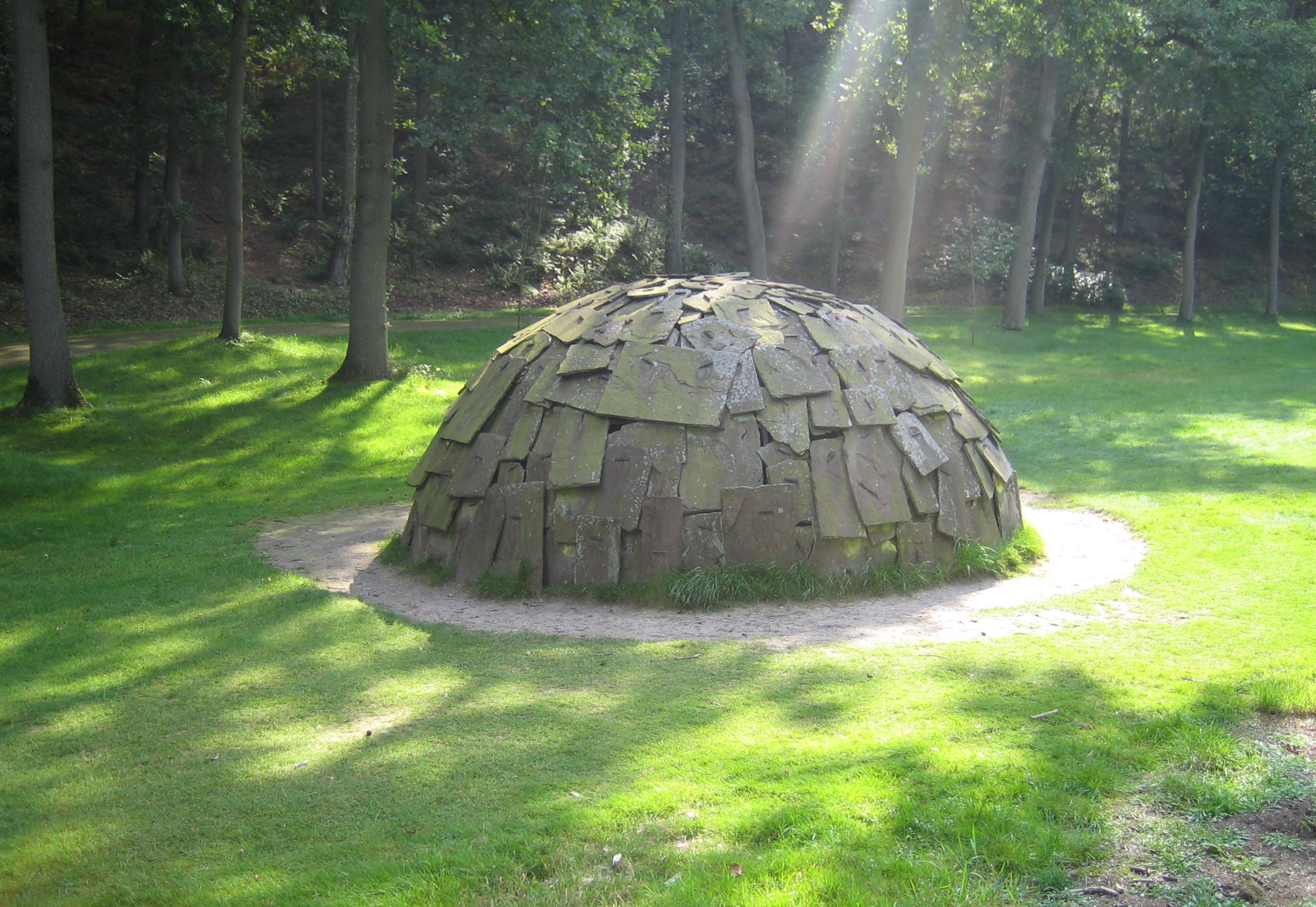
Igloo di pietra (1982)
Kröller-Müller Museum

- ARCO Foundation Collection, Madrid
- Bonnefantenmuseum, Maastricht
- Castello di Rivoli, Rivoli bei Turin
- Centro Luigi Pecci, Prato
- Fondazione Merz, Turin
- Frac Lorraine, Metz
- Galleria d’Arte Moderna, Turin
- Hallen für Neue Kunst, Schaffhausen
- Kröller-Müller Museum, Otterlo
- Kunsthalle Mannheim
- Kunstmuseum Liechtenstein, Vaduz
- Kunstmuseum St. Gallen
- Kunst Museum Winterthur – Beim Stadthaus
- Kunstmuseum Wolfsburg
- Kunstsammlung Nordrhein-Westfalen im Ständehaus, Düsseldorf
- Mart Trento e Rovereto
- Migros Museum für Gegenwartskunst, Zürich
- Musée d’art contemporain, Bordeaux
- Musée d’Art Moderne de Saint-Etienne
- Museu Serralves, Porto
- Museum Brandhorst, München
- Museum Folkwang, Essen
- Museum für Moderne Kunst, Frankfurt am Main
- Museum für Neue Kunst, Karlsruhe
- Museum Ludwig, Köln
- Museum Moderner Kunst Stiftung Ludwig Wien
- Museum Wiesbaden, Hessisches Landesmuseum für Kunst und Natur, Wiesbaden
- Neue Galerie Graz
- Neue Galerie, Kassel
- Museo Reina Sofía, Madrid
- Sammlung Goetz, München
- Stedelijk Museum voor Actuele Kunst, Gent
- Stedelijk Museum, Amsterdam
- Van Abbemuseum, Eindhoven
- Weserburg Museum für moderne Kunst, Bremen

## Fondazione Merz
Seit dem Jahre 2005 besteht eine Stiftung (Fondazione Merz) in Turin, die mit der Verwaltung des Nachlasses des Künstlers betraut ist. Sie residiert in einem ehemaligen Kesselhaus der Firma Lancia und wird von der Tochter des Künstlers, Beatrice Merz, geleitet.